# Philorhizus tinauti
Philorhizus tinauti es una especie de escarabajo de la familia Carabidae.

## Distribución geográfica
Es endémico del este de Andalucía, península ibérica (España).